# 高秀敏 (手球运动员)
高秀敏（1963年8月21日—），中国女子手球运动员。她在1984年洛杉矶夏季奥林匹克运动会中，参加了女子手球比赛并获得铜牌。这是中国的第一枚奥运手球奖牌。